# Eupithecia alishana
Eupithecia alishana là một loài bướm đêm trong họ Geometridae.